# Тунайча
Тунайча́ — второе по величине озеро Сахалина. Расположено в Корсаковском районе Сахалинской области, на севере Муравьёвской низменности.
Памятник природы регионального значения.

## Гидрография
Озеро солёное, лагунного типа. Разделено на два плёса — восточный, больший по площади (Большая Тунайча) и небольшой северо-западный (Малая Тунайча), имеющий связь с морем. Береговая линия слабоизрезанная.
Озеро имеет 28 км в длину и до 9,4 км в ширину, вытянуто с северо-запада на юго-восток. Площадь зеркала 174 км². Объём заключенной воды 2,07 км³. Максимальная глубина — 41,7 метра, средняя — 12,8 метра.
Отделено от залива Мордвинова (Охотское море) полуостровом Пузина, на котором расположены несколько более мелких озёр (Хвалисекое, Айруп и др.). Соединено с заливом Мордвинова протокой Красноармейской. Водоем условно разделен на Большую и Малую Тунайчу, между которыми расположен Птичий остров. В озеро вдаются полуостров Бойля с мысом Бауэра, а также мысы Ломена, Меньшикова, Ясный, Коммунаров, Советский, Лазарева, Лазо, Ефрейторский, Макарова, Заливный и Дуркина. Через протоки сообщается с озёрами: Свободное, Добрецкое, Червячное, Крестоножка и др.

### Водный режим
Питание озера смешанное. Максимальные годовые колебания уровня стока 50 см. При обильных осадках возможен рост уровня до 10 см. В озеро с постоянным стоком впадают 34 водотока, основные из них Подорожная, Комиссаровка, Казачка, Ударница.
Летом верхние водные слои могут прогреваться до 20-25 градусов. Замерзает в конце ноября — начале декабря. Ледостав продолжается, в среднем, от 130 до 170 дней.
Вода очень прозрачная (5-7 м зимой и 4-6 м летом). Цвет от зеленовато-жёлтого до жёлто-зелёного.

### Солёность
Вода является разбавленной морской, хлоридного класса, магниевой и натриевой группы. Солёность в верхнем слое водоёма практически не меняется по площади; резко возрастает на глубине от 15 до 20 м, глубже увеличение солёности замедляется.

## Фауна и флора
Озеро обладает высокой степенью биологического разнообразия и большими объёмами пищевых ресурсов растительного и животного происхождения. В озере обитает 29 видов рыб из 13 семейств, в том числе 9 видов лососёвых, включая редкого сахалинского тайменя. Кета, горбуша, сельдь, корюшка и навага имеют промысловое значение. В озере размножается и зимует небольшая тоннайская популяция тихоокеанской сельди.
По берегам Тунайчи гнездятся многие виды птиц, среди них орлан-белохвост, скопа, мандаринка, малый лебедь, лебедь-кликун.
Хозяйственная деятельность на озере (вылов рыбы, использование моторных лодок) ограничена и регламентирована.

## Гидроним
Название озера имеет айнское происхождение и означает «большое число водоёмных берегов».

## Памятники
На побережье озера Тунайча находится место захоронения штабс-капитана Б. В. Гротто-Слепиковского и бойцов партизанского отряда под его командованием, погибших в июле 1905 года. Здесь сооружён мемориальный комплекс.